# سوق العصر (مسلسل)
مسلسل يروي صراع الخير والشر في المجتمع المصري إبان أيّام الثورة المصرية. جسّد أحمد عبد العزيز فيه شخصية "منصور المغازي" الذي ضحى بنفسه في سبيل الثورة إلا أنه وجد نفسه في صراع مع رموز الفساد والشر التي يجسِدها الفنّان محمود ياسين. أحمد سعيد عبد الغني

## الممثلين
1. أحمد عبد العزيز: منصور عتمان المغازي
2. محمود ياسين: حلمي عسكر
3. هادى الجيار: الحاج برهامي عم منصور
4. كمال أبو رية: سيد العايق أخو منصور
5. نهال عنبر: سميحة أخت منصور
6. أحمد سعيد عبد الغني: طلعت أخو منصور
7. نورهان: نجاة أبنة خالة منصور وحبيبته وزوجته في النهاية
8. أحمد صادق: علي أخو منصور
9. فايق عزب: الحاج عتمان المغازي والد منصور
10. عواطف حلمي: ام منصور
11. شمس: أحلام إبنة الحاج برهامي عم منصور
12. صبحي خليل: أخو أحلام وابن عم منصور
13. غادة عبد الرازق: شوق جاب الله زوجة سيد العايق
14. أميرة العايدي: نبيلة أبنة حلمي وزوجة طلعت
15. فادية عبد الغني: ابيهة راقصة وتزوجت حلمي عسكر والحاج برهامي عم منصور
16. أحلام الجريتلي: والدة نجاة وخالة منصور
17. حمدي شرف الدين: والد نجاة
18. صبري عبد المنعم: سمعة زميل منصور
19. عفاف حمدي: زوجة حلمي عسكر
20. مروة الخطيب: راقصة وزميلة ابيهة
21. محمد ريحان: الحاج جاب الله والد شوق
22. علي حسانين: فودة أبو حطب بلطجي الحارة
23. أحمد الشافعي: رجب بن فودة
24. فتحية طنطاوي: زوجة فودة وام رجب
25. محمد عبد الحليم: مخدوم لدي حلمي عسكر
26. محمد جبريل: شاويش لدي حلمي عسكر
27. محاسن النجدي: والدة إسماعيل
28. أحمد حبيب
29. محمد علي رزق

## فريق العمل
- تأليف: محمد جلال عبد القوي
- إخراج: هاني إسماعيل
- إخراج تنفيذى: سمير الأفندى
- الموسيقى التصويرية والألحان لياسر عبد الرحمن
- أغاني: الشاعر عزت عبد الوهاب
- غناء: عاصم فوزي
- مهندس الديكور: إيهاب العوامري
- مدير التصوير: خيري المحلاوي